# Филипп Орлеанский (1869—1926)
Принц Филипп Орлеанский (Луи Филипп Роберт; фр. Louis Philippe Robert d’Orléans, duc d’Orléans, 24 августа 1869, Твикнем, Большой Лондон — 28 марта 1926[…], Палермо) — герцог Орлеанский (с 1880), орлеанистский претендент на французский престол под именем Филиппа VIII (1894—1926). Путешественник, натуралист и писатель.

## Биография
Представитель Орлеанского королевского дома. Старший сын Луи-Филиппа Альбера Орлеанского (1838—1894), графа Парижского, и Марии Изабеллы Орлеанской (1846—1919), старшей дочери Антуана Орлеанского, герцога де Монпансье, и Луизы Фернанды Испанской.
Родился в Туикенеме, пригороде Лондона, где его семья проживала после изгнания из Франции (после свержения короля Луи-Филиппа в 1848 году). В 1871 году Филипп вместе с семьей вернулся во Францию. Сначала учился на дому, в Шато-д’Э, потом учился в колледже Станислава в Париже.

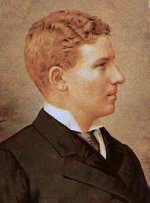
Филипп Орлеанский

В 1880 году отец дал ему титул герцога Орлеанского. Затем Филипп начался учиться в Особой военной школе Сен-Сир и в июне 1886 года должен был стать офицером, когда республиканское правительство издало указ о высылке всех прежних королевских семей из Франции. Филипп Орлеанский окончил своё военное образование в Королевском военном училище в Сандхерсте (Англия). Частично из-за сильных связей с Великобританией принцу было отказано в поступлении на российскую службу в декабре 1890 года. 
8 сентября 1894 года скончался Луи-Филипп, граф Парижский, и его старший сын Филипп стал новым орлеанистским претендентом на французский королевский престол под именем Филиппа VIII.
Первоначально именно Филипп был целью Луиджи Лукени, однако претендент уехал из Женевы в Вале. 
До 1900 года Филипп Орлеанский жил в Англии, затем переехал в Бельгию. Он был заядлым моряком, в 1905 году он отправился в экспедицию к западным берегам Гренландии. В 1907 году он плавал по Карскому морю, а в 1909 году путешествовал ещё дальше на север — в Северный Ледовитый океан.
После начала Первой мировой войны Филипп Орлеанский пытался безрезультатно вступить во французскую, а затем в бельгийскую армию. Авария помешала ему вступить в ряды итальянской армии.
В 1926 году скончался от воспаления легких в Palais d’Orléan в Палермо на Сицилии.
После смерти бездетного герцога Филиппа Орлеанского следующим орлеанистским претендентом на французский престол стал его двоюродный брат Жан Орлеанский, герцог де Гиз.

## Брак

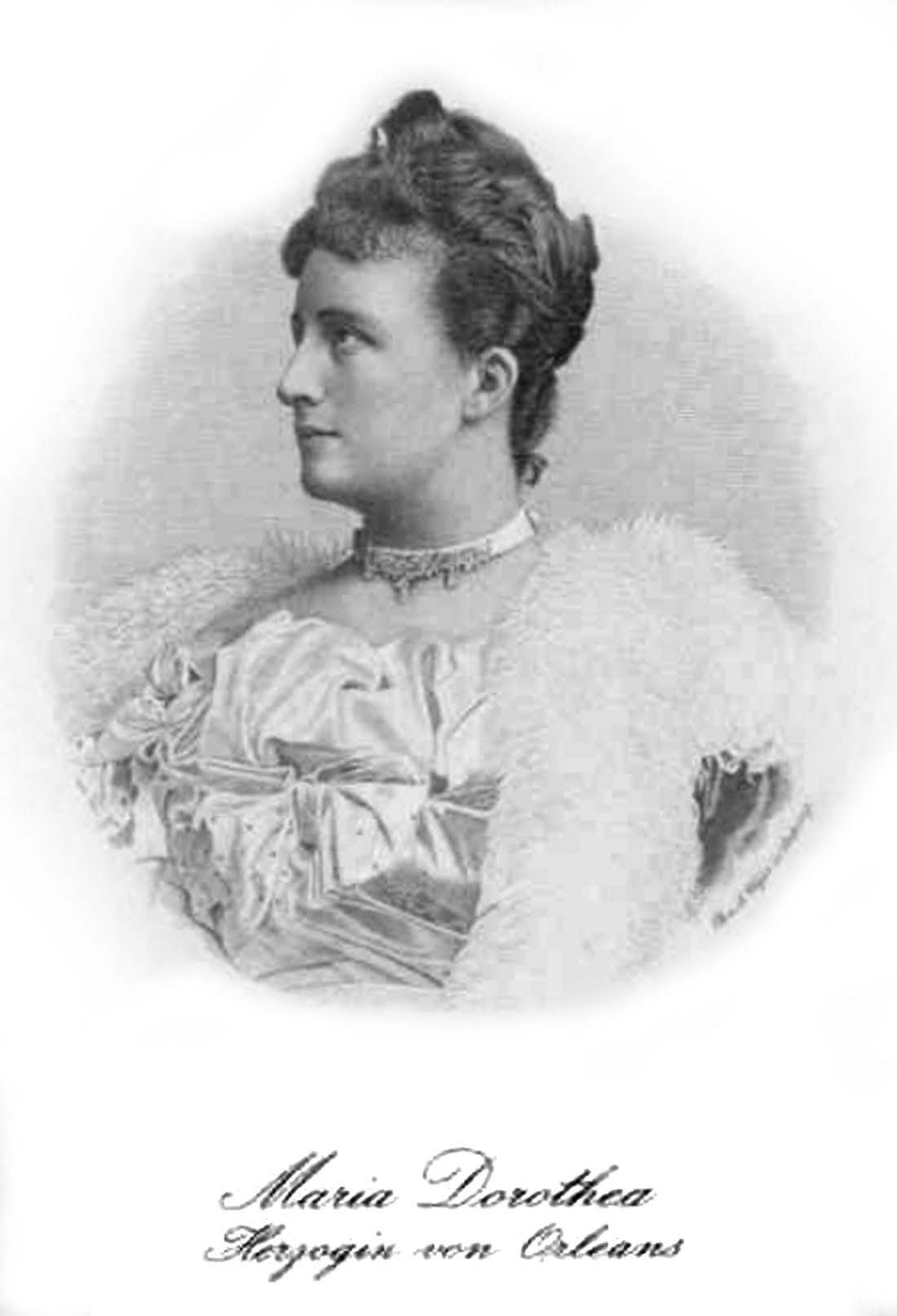
Эрцгерцогиня Мария-Доротея Габсбург

5 ноября 1896 года в Вене женился на Марии Доротее Габсбург (14 июня 1867 — 6 апреля 1932), эрцгерцогине австрийской, дочери эрцгерцога Иосифа Карла Габсбурга (1833—1905) и принцессы Клотильды Марии Аделаиды Саксен-Кобург-Готской (1846—1927). Брак был бездетным. После нескольких лет брака супруги стали жить отдельно.
С 1914 года Филипп и Мария Доротея находилась в официальном разводе. Мария Доротея переехала в Венгрию.

## Публикации
Филипп написал ряд работ, основанных на его многочисленных путешествиях:
- Une expédition de chasse au Népaul («A hunting trip to Nepal»), Paris: C. Lévy, 1892.
- Une croisière au Spitzberg, yacht Maroussia, 1904, Paris: Imprimerie de Chaix, 1904
- Croisière océanographique: accomplie à bord de la Belgica dans la Mer du Grönland, 1905, Brussels: C. Bulens, 1907
- La revanche de la banquise: un été de dérive dans la mer de Kara, juin-septembre 1907, Paris: Plon-Nourrit, 1909
- Campagne Arctique de 1907, Brussels: C. Bulens, 1910—1912
- Hunters and Hunting in the Arctic, London: David Nutt, 1911 (published in French as Chasses et chasseurs arctiques, Paris: Librairie Plon, 1929)

Он также опубликовал сборник трудов своего отца и Генриха, графа де Шамбора:
- La monarchie française: lettres et documents politiques (1844—1907), Paris: Librairie nationale, 1907.